# Miloš Milutinović
Miloš Milutinović, em sérvio Милош Милутиновић (Bajina Bašta, 5 de fevereiro de 1933 - 28 de janeiro de 2003), foi um futebolista e treinador sérvio que atuava como atacante. Foi o primeiro jogador a ser artilheiro da Liga dos Campeões da Europa. Era irmão dos futebolistas Milorad Milutinović e Bora Milutinović.

## Carreira
Miloš Milutinović fez parte do elenco da Seleção Iugoslava de Futebol, na Copa do Mundo de  1954 e 1958.